# SSV Fortschritt Lichtenstein
Der SSV Fortschritt Lichtenstein e.V. ist ein deutscher Sportverein mit Sitz in der sächsischen Kleinstadt Lichtenstein im Landkreis Zwickau.

## Geschichte

### Gründung bis 1990er Jahre
Der Verein wurde ursprünglich im Jahr 1911 als Rasensport Lichtenstein gegründet. Bereits um 1900 herum gibt es Aufzeichnungen die einen Lichtensteiner Ballspielclub erwähnen. Im Jahr 1925 folgte die Umbenennung in VfL Lichtenstein. Dieser Verein spielte 1927/28, sowie von 1929 bis 1932, in der Gauliga Westsachsen, einer von damals zahlreichen obersten Fußballligen des Verbandes Mitteldeutscher Ballspiel-Vereine. Zur Spielzeit 1940/41 gelang dem Verein der Aufstieg in die zweitklassige 1. Klasse Plauen-Zwickau (Staffel Zwickau/Westsachsen), aus der der Verein bereits nach einer Spielzeit wieder abstieg. Nach dem Zweiten Weltkrieg organisieren sich die Mitglieder zuerst als SG Lichtenstein und nehmen unter diesem Namen auch an der Landesmeisterschaft Sachsen 1948/49 teil. Im Bezirk Chemnitz belegte man in der Staffel 1 mit 27:17 Punkten den dritten Platz. Damit verpasste man nur knapp den Einzug in die zur nächsten Saison eingeführte Landesklasse. Somit geht es erst einmal in der Bezirksklasse weiter. Ebenfalls 1948 entstehen aus der Sportgemeinschaft die BSG Fortschritt Lichtenstein, als auch die BSG Wismut Lichtenstein. Letzterer tritt aber bereits 1952 Fortschritt Lichtenstein wieder bei. So erreicht man zur Saison 1965/66 den Aufstieg in die Bezirksliga Karl-Marx-Stadt. Dort hält man sich bis zur Saison 1967/68 innerhalb der Staffel 2 in der dritten Spielklasse der DDR. Die beste Positionierung gelang hier in der Premieren-Saison mit 28:28 Punkten auf dem sechsten Platz. Nach der Wende bekommt der Verein seinen bis heute gültigen Namen SSV Fortschritt Lichtenstein.

### Heutige Zeit
In der Saison 2003/04 spielte die erste Fußball-Mannschaft in der 1. Kreisliga und sicherte sich dort mit großem Abstand und 69 Punkten die Meisterschaft. In der Bezirksklasse angekommen, reicht es mit 26 Punkten nach der Saison 2005/06 nur noch für den Relegationsplatz. In der Relegation selber kann man sich aber knapp durchsetzen und der Klasse weiter angehören. Danach lief es besser und das Team konnte sich im Mittelfeld der Liga etablieren. Nach der Saison 2009/10 gelang dann mit 66 Punkten die Meisterschaft. Nun war man in der Bezirksliga Chemnitz angekommen, wo die Konkurrenz jedoch erst einmal zu stark war und es mit 22 Punkten als letzter der Tabelle direkt wieder nach unten ging. Mittlerweile wurde aus der Bezirksklasse die Kreisoberliga Westsachsen. Hier konnte man sich ein paar Jahre halten, stieg aus dieser aber nach der Saison 2013/14 mit 23 Punkten über den 13. Platz ebenfalls ab. In der Kreisliga Zwickau angekommen holt man sich mit 66 Punkten aber sofort die Meisterschaft und kehrt damit direkt in die Kreisoberliga zurück. Dort wird in der Folgesaison dann auch nur knapp die Meisterschaft verpasst und am Ende der Spielzeit 2016/17 dann auch erfolgreich mit 56 Punkten erreicht. Damit war man nun in der Landesklasse Sachsen West angekommen. Wo die Mannschaft auch bis heute spielt.